# Кіркеєштій-Ной
Кіркеєштій-Ной (рум. Chircăieștii Noi) — село в Молдові в Каушенському районі. Є адміністративним центром однойменної комуни, до якої також входить село Баурчи. 
| Молдова | Це незавершена стаття з географії Молдови. Ви можете допомогти проєкту, виправивши або дописавши її. |